# Manfred Leger

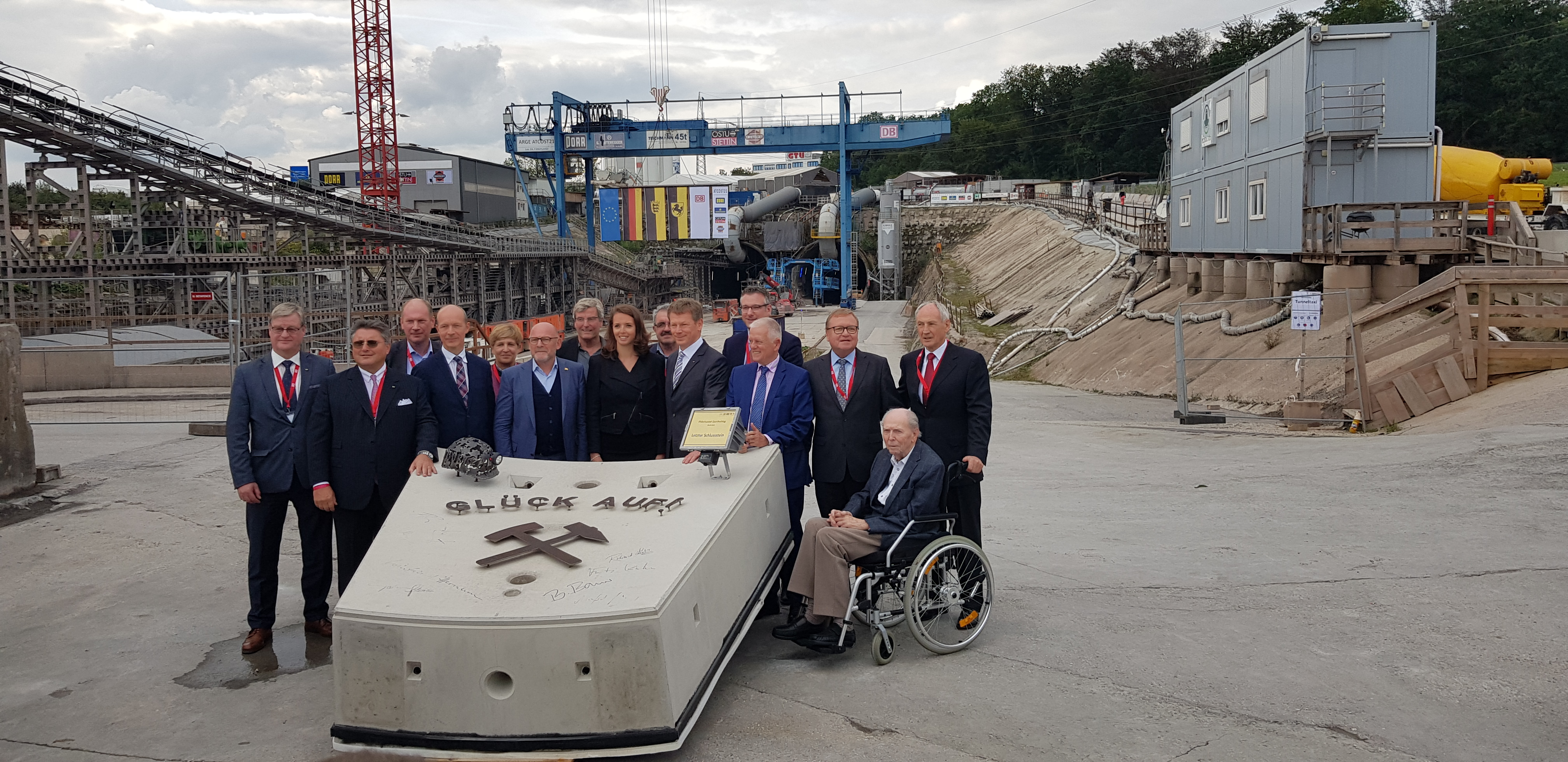
Leger (zweiter von rechts) bei einem Festakt am Fildertunnel im September 2019

Manfred Leger (* 28. Februar 1954) ist ein deutscher Wirtschaftsingenieur. Vom 1. September 2013 bis Ende April 2021 war er Geschäftsführer der DB Projekt Stuttgart–Ulm und damit verantwortlich für die Eisenbahnprojekte Stuttgart 21 und Neubaustrecke Wendlingen–Ulm.

## Werdegang
Leger wuchs in München auf. Nach einem Ingenieurstudium begann seine berufliche Laufbahn 1979 bei MBB im Luftverkehrsbereich. 1994 wechselte er zu AEG in eine Position mit Bahnbezug. Er war zeitweise Assistent des heutigen Daimler-Aufsichtsratschefs Manfred Bischoff.
Im Jahr 2000 war er Leiter des Bereichs Bahnfahrwegsysteme von Adtranz, als dieser von Balfour Beatty übernommen wurde. Um 2002 war er Geschäftsführer der Balfour Beatty Rail Power Systems, einer Münchner Tochterfirma des Londoner Bau- und Dienstleistungskonzerns Balfour Beatty. Von Ende Dezember 1999 bis Januar 2001 war er Prokurist der DaimlerChrysler Rail Systems GmbH (Berlin).
2006 wurde er zum Bereichsvorstand für Infrastruktur bei Balfour Beatty ernannt. Er war dort Director International der Balfour Beatty Rail Group. Für Balfour Beatty errichtete Leger unter anderem Schienenwege in Bulgarien und Malaysia. Er war unter anderem für die technische Ausrüstung des Gotthard-Basistunnels verantwortlich und leitete die elektrische Ausrüstung der Schnellfahrstrecke Wuhan–Guangzhou. Bis 2013 war Leger für Balfour Betty in London tätig.
Mit Wirkung zum 1. Januar 2007 wurde er in den Aufsichtsrat der Balfour Beatty Rail GmbH gewählt. Er war ebenfalls um 2011 Mitglied der Geschäftsführung der Balfour-Beatty-Tochter BICC Holdings GmbH (München). Ab 1. Juli 2012 war er Aufsichtsratsmitglied der EL-Net Consulting AG (München).

## Geschäftsführer der DB Projekt Stuttgart–Ulm GmbH
Ende Juni 2013 wurde die Besetzung der vierköpfigen Geschäftsführung der DB Projekt Stuttgart–Ulm GmbH bekannt. Leger sollte dabei zum 1. August 2013 zum Vorsitzenden von deren Geschäftsführung bestellt werden. Letztlich übernahm er diese Funktion am 1. September 2013. Er ist damit, nach Hans Sommer/Reimar Baur, Peter Marquart, Hany Azer und Stefan Penn, der fünfte Chef des Bahnprojekts Stuttgart 21 seit 1994.
Volker Kefer soll ihn für seine neue Aufgabe ausgewählt haben.
Nach eigenen Angaben wolle er Stuttgart 21 für höchstens 5,8 Milliarden Euro realisieren. Im Januar 2018 verantwortete er eine Kostenerhöhung von damals 6,5 auf 8,2 Milliarden Euro.
Leger war von Anfang 2015 bis Ende Januar 2018 technischer Projektleiter, bevor Olaf Drescher zum 1. Februar 2018 diese Funktion übernahm.
Leger galt als „Außenminister“ des Projekts und pflegte direkten Kontakt zum DB-Konzern, zu Politik, Öffentlichkeit und Medien. Während das Technische Projektmanagement, die Projektsteuerung, Zentrale Baulogistik und Technische Systemintegration seither von Drescher verantwortet werden, ist Leger zuständig für Qualitätssicherung und Kommunikation/Presse.
Zum 1. Juli 2020 übergab er den Vorsitz der Geschäftsführung an Olaf Drescher abgeben und behielt anschließend als Stellvertreter seine bisherigen Zuständigkeiten.
Leger schied Ende April 2021 altersbedingt aus der Geschäftsführung aus. Er war anschließend „Senior-Experte für den Bereich Infrastrukturprojekte Region Süd“ von DB Netz.

## Sonstiges
Leger lebt in München. Er ist verheiratet und Vater zweier Kinder.
Er gilt als passionierter Reiter.